# Bupropion
Bupropion je psychoaktivní látka s medicínským využitím, předepisovaná jako antidepresivum, dále jako podpůrný lék při odvykání kouření nebo v kombinaci s naltrexonem pro léčbu obezity. V off-label režimu se využívá i k léčbě ADHD nebo nízkého libida u žen. Jejím mezinárodním nechráněným názvem do roku 2000 byl amfebutamon, kromě toho bývá nazývána také bupropion hydrochlorid. Patří mezi amfetaminy a je úzce příbuzný anorektiku amfepramonu a alkaloidu kathinonu. Bupropion je nejčastějším důvodem pro falešně pozitivní testy na drogy.
Na českém trhu registroval Státní ústav pro kontrolu léčiv k roku 2003 jako léky obsahující bupropion následující: Bupropion Neuraxpharm, Bupropion+Pharma, Elontril, Mysimba a Welard.

## Historie
Amfebutamon byl poprvé syntetizován v roce 1969, po klinických testech byl v roce 1985 uveden na trh v USA jako antidepresivum, avšak hned o rok později stažen. Důvodem byl o asi 7 % zvýšený výskyt epileptických záchvatů u depresivních pacientek s bulimií. V roce 1988 byl vrácen do distribuce s tím, že bylo doporučeno nižší dávkování a stanovena základní kontraindikace – nemocní s rizikem epileptických paroxyzmů a bulimičtí pacienti. V polovině 90. let byla vyvinuta nová forma s prodlouženým vylučováním, díky které bylo možné podávat lék ve dvou (později dokonce jedné) denních dávkách, na rozdíl od dřívějších tří, snížily se maximální plazmatické hladiny léku na přibližně 85% hodnoty původní formy a došlo k omezení kolísání jeho denní hladiny. Tyto změny vedly k poklesu rizika vzniku epileptických záchvatů u nerizikové populace na úroveň srovnatelnou s ostatními klasickými antidepresivy (při dávce do 300 mg je riziko pod 0,1 %, kdežto dávky 450−600 mg již mají riziko kolem 5 %). Kvůli nežádoucím asociacím s amfetaminem a předsudkům ze strany veřejnosti byl v roce 2000 přejmenován na bupropion.
Zatímco byl předepisován jako antidepresivum, byly zjištěny nečekané pozitivní vedlejší účinky na některé komorbidity. Mezi kuřáky léčenými bupropionem byl pozorován velmi častý pokles frekvence kouření a zároveň absence obvyklých nikotinových abstinenčních příznaků, což nakonec vedlo ke schválení bupropionu jako léku na odvykání kouření. Bupropion se ukázal jako nejúčinnější známý lék na zbavení se zavilosti na nikotinu (nepočítaje substituční terapie, kdy jsou cigarety nahrazeny méně škodlivou formou podávání nikotinu nebo jeho chemického analogu vareniklinu). Dvě studie z let 2001 a 2016 poukázaly na zvýšené libido, tedy zvýšenou touhu po sexuálních aktivitách a/nebo jejich zvýšenou četnost. Rok trvající podávání bupropionu vede ke ztrátě hmotnosti v průměru o 2,7 kg, to je efekt odpovídající lékům schváleným jako anorektika (např. sibutramin nebo orlistat).

## Charakteristika
Bupropion je inhibitor zpětného vychytávání noradrenalinu a dopaminu (NDRI) a allosterický modulátor acetylcholin-nikotinových receptorů (blokuje jejich aktivaci nikotinem, ale neovlivňuje tělu vlastní aktivaci acetylcholinem). Jeho vlastní měřitelný efekt na vychytávání dopaminu je ve srovnání s amfetaminem nebo methylfenidátem několikanásobně slabší, má tak jen velmi nízký potenciál pro zneužívání a není klasifikovaný jako kontrolovaná látka. Je zkoumaný jako podpůrný lék při léčbě závislosti na psychostimulanciích.  
Bupropion patří mezi atypická antidepresiva, má unikátní antidepresivní, anorektické a anticravingové (snižující bažení) účinky. Na rozdíl od většiny ostatních antidepresiv nezpůsobuje sexuální útlum, přibírání na váze ani ospalost. Podávání bupropionu se nabízí zejména u specificky komorbidních pacientů s depresí (obézní, kuřáci, s rysy chronické únavy nebo ADHD symptomy) a dále u těch nemocných, kteří v důsledku vedlejších účinků SSRI trpí závažným snížením libida a neschopností dosáhnout sexuálního vzrušení. Výhodou léku je dobrá tolerance, naopak nevýhodou je potenciální riziko konvulzí přímo úměrné velikosti dávky, nicméně léková forma tablet s prodlouženým uvolňováním toto riziko podstatně snížila.

## Vedlejší účinky
Vedlejšími účinky mohou být nespavost, sucho v ústech, nevolnost, nadměrné pocení, třes a o 20 % vyšší pravděpodobnost bolesti hlavy. Protože bupropion snižuje záchvatový práh a hmotnost je kontraindikován u pacientů s anamnézou epilepsie, anorexie a bulimie. Opatrnost je na místě při kombinaci bupropionu s hormonální antikoncepcí, která sama o sobě navyšuje riziko záchvatů. Při užívání během těhotenství zvyšuje riziko vzniku vrozené srdeční vady u dítěte. Bupropion může podnítit Brugadův syndrom a spolu s venlafaxinem je s ním také spjata nejvyšší míra úmrtnosti mezi moderními (ne-tricyklickými) antidepresivy.